# 赵新生
赵新生（1957年8月—），北京大学化学与分子工程学院教授，研究方向为生物物理化学。安徽省祁门县人，中共党员。中华人民共和国教育部第二批“长江学者”特聘教授。担任《中国科学》等多个学术期刊编委、研究机构学术兼职、获得多个奖项。

## 生平
- 1978年2月至1982年1月就读于北京大学化学系，获理学学士学位；1982年2月至1984年7月就读于北京大学化学系，获理学硕士学位；1985年8月至1988年12月就读于美围加州大学伯克利分校化学系，获哲学博士学位；1989年1月至1990年7月在美国麻省理工学院化学系做博士后研究；
- 1984年起在北京大学任教至今，1992年晋升教授，期间还曾担任化学与分子工程学院院长等职。[2]